# ビッグホーン郡 (モンタナ州)
ビッグホーン郡（英: Big Horn County）は、アメリカ合衆国モンタナ州の南部に位置する郡である。2010年国勢調査での人口は12,865人であり、2000年の12,671人から1.5％増加した。郡庁所在地はハーディン市（人口3,505人）であり、同郡で人口最大の自治体でもある。

## 歴史
ビッグホーン郡は、ビッグホーン川やビッグホーン山脈と同様にロッキー山脈に生息するビッグホーン（羊）に因んだ命名である。

## 法と政府
郡内には幾つかの司法地区があり、それぞれに規則と法執行機関がある。クロウ・インディアン居留地とノーザン・シャイアン・インディアン居留地はそれぞれのインディアン部族が管理している。リトルビッグホーン古戦場とビッグホーン・キャニオン国立レクリエーション地域はアメリカ合衆国国立公園局が管轄している。郡の残り部分はモンタナ州の管轄になる。

## 地理
アメリカ合衆国国勢調査局に拠れば、郡域全面積は5,015平方マイル (12,988.8 km2)であり、このうち陸地は4,995平方マイル (12,937.0 km2)、水域は20平方マイル (51.8 km2)で水域率は0.40％である。面積ではモンタナ州内第5位の郡である。郡領域の大半はインディアン居留地であり、クロウ・インディアン居留地が64.2％を占め、ノーザン・シャイアン・インディアン居留地は6.37％を占めている。
郡内にはビッグホーン山脈、プライアー山脈およびウルフマウンテン山脈がある。

### 主要高規格道路
- 州間高速道路90号線
- アメリカ国道87号線
- アメリカ国道212号線
- モンタナ州道313号線
- モンタナ州道314号線
- モンタナ州道47号線

### 隣接する郡
- カーボン郡 - 西
- イエローストーン郡 - 北西
- トレジャー郡 - 北
- ローズバッド郡 - 北東
- パウダーリバー郡 - 東
- シェリダン郡 (ワイオミング州) - 南
- ビッグホーン郡 (ワイオミング州) - 南西

隣り合う州の同名の郡と隣接することでは数少ない組み合わせの一つである。

### 国立保護地域
- ビッグホーンキャニオン国立レクリエーション地域（部分）
- リトルビッグホーン古戦場記念国定公園

## 経済
ビッグホーン郡の経済では、石炭鉱業と農業が大きな役割を担っている。郡内の農園と牧場では主に肉牛、テンサイ、および小さな穀類を生産している 。

## 人口動態
以下は2000年の国勢調査による人口統計データである。
| 基礎データ - 人口: 12,671人 - 世帯数: 3,924 世帯 - 家族数: 3,033 家族 - 人口密度: 1人/km2（2人/mi2） - 住居数: 4,655軒 - 住居密度: 0軒/km2（1軒/mi2） 人種別人口構成 - 白人: 36.60% - アフリカン・アメリカン: 0.04% - ネイティブ・アメリカン: 59.66% - アジア人: 0.22% - 太平洋諸島系: 0.01% - その他の人種: 0.68% - 混血: 2.79% - ヒスパニック・ラテン系: 3.67% 先祖による構成 - ドイツ系：13.9％ 言語による構成 - 英語：67.1％ - クロウ語：27.9％ - シャイアン語：2.5％ - スペイン語：1.3％ 年齢別人口構成 - 18歳未満: 35.8% - 18-24歳: 8.6% - 25-44歳: 26.5% - 45-64歳: 20.5% - 65歳以上: 8.6% - 年齢の中央値: 30歳 - 性比（女性100人あたり男性の人口） - 総人口: 97.3 - 18歳以上: 91.0 | 世帯と家族（対世帯数） - 18歳未満の子供がいる: 42.4% - 結婚・同居している夫婦: 54.0% - 未婚・離婚・死別女性が世帯主: 17.6% - 非家族世帯: 22.7% - 単身世帯: 19.3% - 65歳以上の老人1人暮らし: 6.7% - 平均構成人数 - 世帯: 3.17人 - 家族: 3.66人 収入と家計 - 収入の中央値 - 世帯: 27,684米ドル - 家族: 31,095米ドル - 性別 - 男性: 23,814米ドル - 女性: 18,884米ドル - 人口1人あたり収入: 10,792米ドル - 貧困線以下 - 対人口: 29.2% - 対家族数: 23.7% - 18歳未満: 37.0% - 65歳以上: 20.1% |

## 都市と町

### 都市
- ハーディン - 郡庁所在地

### 町
- ロッジグラス

### 国勢調査指定地域
- バズビー
- クロウエージェンシー
- フォートスミス
- マディ
- プライア
- セントザビエル
- ワイオラ

### その他の町
- ギャリーオウェン